# Šišmiši
Šišmiši ili netopiri (Chiroptera) su red iz podrazreda viših sisavaca unutar razreda sisavaca. S ukupno 1100 vrsta netopiri su, iza glodavaca, red sisavaca s najvećim brojem vrsta. Red se dijeli na dva podreda:
- Velešišmiši (Macrochiroptera)
- Sitnošišmiši (Microchiroptera)

Bliska srodnost ove dvije grupe, dakle monofilija taksona šišmiša se u međuvremenu smatra vrlo vjerojatnom, no još uvijek ju se osporava.
Znanstveno ime je izvedeno iz grčkog, i u doslovnom prijevodu bi značilo "krilate ruke".

## Rasprostranjenost
Šišmiši su rasprostranjeni gotovo po cijeloj zemlji, nema ih samo u polarnim područjima i na otocima koji su jako udaljeni od kontinenata. Na nekim otocima (primjerice na Novom Zelandu) su do dolaska ljudi bili jedini sisavci.

## Opis
Šišmiši su jedini sisavci, a uz ptice i jedini kralježnjaci koji mogu aktivno letjeti. Neke grupe sisavaca (kao leteća vjeverica, bodljorepa vjeverica, veliki klizač i leteći penjaš) imaju, doduše, letne kožice između udova, ali mogu samo kliziti s višeg položaja prema dolje. Suprotno tome, šišmiši mogu letjeti i uvis. 
Letna kožica se sastoji od dva sloja kože i proteže se od zapešća do ramena i između nogu. Ovaj dio se naziva Uropatagium (pobliže vidi letna kožica) i uključuje i rep - ako postoji - i često služi za obuhvaćanje plijena. Palac je kratak (ne postoji samo kod Furipteridae) i završava s kandžom, dok su preostala četiri prsta jako produžena i napinju letnu kožicu. Dok velešišmiši uglavnom imaju kandžu i na drugom prstu, većina sitnošišmiša ju nema. Trn na peti služi zatezanju repne letne kožice. Za razliku od većine drugih sisavaca, stražnje noge su okrenute prema natrag i završavaju s pet prstiju s kandžama. Gusto, svilenkasto krzno šišmiša je najčešće sivo do smeđe, iako postoje i bijele i šarene vrste.
Veličina ovih životinja se od vrste do vrste jako razlikuje.  Tako se svinjoliki šišmiš veličine od samo tri cm i težinom od 2 grama uz etrurskog malog miša smatra najmanjim sisavcem, dok velešišmiš kalong može imati raspon krila i do 1,7 m i doseći težinu od 1,5 kg.

## Način života
Većina šišmiša, osim nekih vrsta velešišmiša, su noćne životinje koje dan prespavaju u nekom skrovištu. Pri tome vise ovješeni s glavom prema dole što im u slučaju opasnosti omogućuje bijeg prema dole jednostavnim otpuštanjem kandžica. Za držanje za podlogu im nije potrebna snaga jer se pod njegovom težinom tijela kandžice automatski skupljaju oko podloge. To je razlog, da niti uginule životinje ne padaju s hvatišta. Za orijentiranje u okolišu kao i za utvrđivanje položaja lovine tijekom svojih noćnih letova šišmiši imaju vrlo dobro razvijenu mogućnost korištenja ultrazvuka. Ustima ili nosom ispuštaju ultrazvukove izvan područja čujnosti za ljudsko uho. Neke vrste (Megadermatidae, Phyllostomidae) su za pojačavanje tih zvukova razvile upadljive izrasline na nosovima koje podsjećaju na listiće. Uši su im dobro razvijene s često velikim ušnim školjkama kako bi bolje hvatali povrat ispuštenih ultrazvukova. Velešišmiši, osim rozetnih, nemaju razvijen eholokacijski sistem. Šišmiši dobro vide, ali većina ima naročito dobro razvijen njuh. 
Šišmiši tijekom dana spavaju u najrazličitijim skloništima, a pritom velešišmiši češće spavaju na drveću. Formiraju kolonije koje mogu imati i više tisuća jedinki, ali postoje i vrste koje žive samotnjački. U hladnijim područjima zimu provode u zimskom snu ili sele u toplija područja. Tijekom dnevnog spavanja im se metabolizam usporava više nego kod svih ostalih sisavaca.

## Prehrana
Šišmiši, ovisno o vrsti, jedu različitu hranu. Temeljem hrane koju jedu ih se može svrstati u nekoliko grupa, što nije vezano za sistematiku tih životinja.
- Insekti: Većina vrsta su kukcojedi. U tu skupinu spada većina vrsta koje žive u Europi.
- Voće: U skupinu koja se hrani uglavnom voćem spada većina velešišmiša, ali i neki sitnošišmiši Stenodermatinae koje nazivaju "voćnim vampirima" a žive na američkom kontinentu. Ova skupina živi samo u tropskim i suptropskim područjima gdje tijekom cijele godine ima dovoljno voća.
- Cvjetovi i nektar: Ovoj hrani prednost daju velešišmiši Macroglossini kao i sitnošišmiši Glossophaginae. Vrste koje se hrane cvijećem i nektarom su malene, imaju duge njuške i dugačke jezike, a igraju važnu ulogu u oprašivanje biljki.
- Kralježnjaci: Neke se vrste hrane pticama, žabama, gušterima i malim sisavcima, kao i glodavcima ili drugim šišmišima. To su prije svega razne vrste iz porodica kopljonosih šišmiša (Phyllostominae) i Megadermatidae. Neke vrste iz porodice Noctilionidae specijalizirale su se za lov riba. Sve ove porodice su iz podreda sitnošišmiša.
- Krv: Prehranu krvlju su razvile samo tri vrste vampirskih šišmiša (Desmodontinae) koje su svrstane u potporodicu porodice Phyllostomidae.

## Razmnožavanje
Generalno obilježje šišmiša je niska stopa razmnožavanja. U najvećem broju slučajeva, ženka koti samo jednom godišnje jedno mladunče. Kod većine vrsta ženke imaju dvije sise pa ih se zbog tog obilježja ranije (među ostalima i Carl von Linné) svrstavalo u primate. Kao protuteža tako niskoj stopi razmnožavanja, šišmiši su u usporedbi s drugim sisavcima slične veličine dugovječni. Neke životinje žive duže od 20 a ponekad i od 30 godina.

## Ugroženost
Mnoge vrste šišmiša su ugrožene. Razlozi su najčešće gubitak staništa zbog krčenja šuma u tropskim područjima ali i u industrijski razvijenim državama zbog korištenja pesticida i zaštitnih sredstava u poljoprivrednoj proizvodnji.  Prema IUCN (International Union for Conservation of Nature and Natural Resources, ili skraćeno World Conservation Union) je 12 vrsta izumrlo, dok je još 75 vrsta vrlo ugroženo.

## Porodice šišmiša
- Craseonycteridae
- Emballonuridae
- Furipteridae
- Megadermatidae
- Miniopteridae
- Molossidae
- Mormoopidae
- Mystacinidae
- Myzopodidae
- Natalidae
- Noctilionidae
- Nycteridae
- Phyllostomidae
- Pteropodidae
- Rhinolophidae
- Rhinopomatidae
- Thyropteridae
- Vespertilionidae

## Godina šišmiša 2011. – 2012.
Godina 2011. i 2012. proglašene su Godinom šišmiša pod okriljem UNEP Konvencije o migratornim vrstama (CMS) i Sporazuma o zaštiti europskih populacija šišmiša (EUROBATS).
Zajednička kampanja, koja će se provoditi širom svijeta u državama strankama Konvencije i Sporazuma, pokrenuta je kako bi se promovirala zaštita, istraživanje i edukacija o jedinim sisavcima koji lete. Kampanja će biti posebno usmjerena na ekološke koristi koje šišmiši osiguravaju, uključujući koristi za ljudsko društvo – od europskih vrsta šišmiša koje se hrane kukcima te time osiguravaju biološku kontrolu štetnika i smanjuju potrebu za korištenjem insekticida, do tropskih vrsta šišmiša koje se hrane plodovima pa pomažu rasprostranjivanju sjemenki i oprašivanju biljaka.
Trenutačno je opisano više od 1100 vrsta šišmiša, koje čine gotovo četvrtinu ukupnog broja sisavaca na svijetu, a nastanjuju sva područja osim polova i nekih izoliranih oceanskih zona. 
Nažalost, brojnost populacija šišmiša drastično opada u zadnjim desetljećima pa je polovica vrsta klasificirana kao ugrožena ili gotovo ugrožena na popisu IUCN-a (Međunarodna unija za očuvanje prirode). Šišmiše ugrožava gubitak i uništenje staništa, urbanizacija i time izazvani konflikti s ljudima, uznemiravanje u vrijeme zimskog sna i podizanja mladih, epidemije poput bolesti bijelog nosa, gljivične infekcije koja je u SAD-u izazvala uginuće više od pola milijuna šišmiša.
Kako bi se široku javnost upozorilo na ugroženost i potrebu intenzivnije zaštite šišmiša, 2011. godina obilježavat će se kao Godina šišmiša na razini Europe, pod okriljem EUROBATS sporazuma, koji slavi svoju dvadesetu godišnjicu. U 2012.godini se kampanja proširuje na cijeli svijet pod pokroviteljstvom UN-ovog Programa za okoliš (UNEP) i Konvencije o migratornim vrstama (CMS). Pokrenuta je i zajednička internetska stranica kampanje.